# Chopped and screwed
Chopped and screwed (también conocido como screwed and chopped o slowed and throwed) se refiere a una técnica de remezclar música rap que se desarrolló en la escena de Houston de los años 90. Consiste en disminuir el tempo hasta aproximadamente 60 - 70 BPM y aplicar técnicas como skipping beats, scratching, stop-time, y manipular tramos de la música para lograr una versión "chopped-up" de la original.

## Historia
Con anterioridad a los primeros años 90, la mayor parte del southern rap era rápido y acelerado, como el miami bass y el crunk. En Houston, se desarrolló un enfoque diferente, que disminuía en vez de aumentar la velocidad de la música. Para muchos, la sonoridad lenta y suave del chopped & screwed simboliza la forma de vida de los habitantes de Houston. Se desconoce cuándo DJ Screw comenzó a hacer lo que se conoce como música chopped & screwed. Aunque algunos en el entorno de Screw afirman que fue entre 1984 y 1991, Screw mismo dijo que empezó a ralentizar la música en 1990. No hay debate, en todo caso, en cuanto a que DJ Screw inventó el estilo. Parece que se le ocurrió mientras trasteaba con sus platos. Screw descubrió que al reducir dramáticamente el pitch de un disco se obtenía un sonido atemperado y poderoso que enfatizaba las letras hasta un punto cercano al storytelling. Tras perfeccionar la técnica, comenzó a publicar sesiones de larga duración llamadas "Screw Tapes". Al principio la música solo se conocía como "Screw music", limitándose su distribución al sur de Houston, y era vista como música para conducir tranquilamente. A medida que Screw fue ganando en popularidad comenzó a vender sus cintas por alrededor de 10$.
Entre 1991 y 1992, se produjo un gran incremento en el consumo de un tipo de droga basada en jarabe para la tos y conocida en el argot local de Houston como purple drank o syrup. Se considera que el syrup ha tenido una gran influencia en el desarrollo de la música chopped & screwed por sus efectos, que básicamente ralentizan el funcionamiento del cerebro. Screw, un conocido usuario de syrup, dijo que se le ocurrió el chopped & screwed estando colocado con marihuana.
Hacia mediados de los años 1990, el chopped & screwed empezó a desplazarse hacia el norte de Houston, siendo practicado por artistas como Michael "5000" Watts. Pronto comenzó una rivalidad entre el norte y el sur sobre el origen de esta música, aunque Michael "5000" Watts siempre reconoció a Screw como el originador. Hacia finales de los años 90, el chopped & screwed llegó a una audiencia más grande gracias a Internet. 
El 16 de noviembre de 2000 DJ Screw murió como consecuencia de una combinación letal de codeína y alcohol. Poco tiempo después, el chopped & screwed se generalizó en todo el sur de Estados Unidos. En 2000, el grupo de Memphis Three 6 Mafia publicó su tema "Sippin' on Some Syrup". La canción al principio no tuvo gran éxito, pero posteriormente se hizo muy popular.